# Gunnar Almstedt
Nils Gunnar Olof Almstedt, född 23 september 1926 i Söderhamn, död 5 november 2002 i Mariefred, var en svensk musiker (kontrabas). Hans smeknam som musiker var Gunnar "Ankan" Almstedt.
Han var gift med Sif Rigmor Almstedt (född den 27 juli 1931 i Fässberg) från den 24 oktober 1950 fram till hennes död den 3 augusti 2000.
År 1954 bildadade han tillsammans med bland andra Ove Lind och Bengt Hallberg Almstedt-Lindkvartetten, som spelade smågruppsswing i Benny Goodmans anda.
Ankan hade även i många år en Zoologisk affär i Södertälje men behöll musikintresset och musicerandet livet ut. Makarna Almstedt är begravda på Mariefreds kyrkogård.

## Filmografi roller
- 1953 – Kungen av Dalarna - kontrabasist

## Diskografi
- 1957 – Almstedt-Lindkvartetten med Bengt Hallberg. LP. Philips 63708507 - Utg. 1973.
- 1957 – Swingin' The Blues 1957/58. Gunnar Almstedt & Ove Lind. CD. Dragon DRCD 251 - Utg. 1993.
- 1997 – We'll Meet Again. LP. The Erstrand-Lind Quartet. CD. Phontastic NCD 8854

### Fotnoter
1. 1 2 3 4   Sveriges dödbok 1901–2009 Swedish death index 1901–2009 (Version 5.0). Solna: Sveriges Släktforskarförbund. 2010. Libris 11931231
2. ↑  ”Gunnar Nils Olof Almstedt”. Gravar.se. https://gravar.se/forsamling/mariefreds-kyrkogardsforvaltning/mariefred-kyrkogard/gml-b/gunnar-nils-olof-almstedt-59b7c. Läst 22 januari 2024.